# Coleorozena longicollis
Coleorozena longicollis är en skalbaggsart som först beskrevs av Martin Jacoby 1888.  Coleorozena longicollis ingår i släktet Coleorozena och familjen bladbaggar. Utöver nominatformen finns också underarten C. l. longicollis.